# Fed Cup 2017
La Fed Cup 2017 è la 55ª edizione del più importante torneo tennistico per nazionali femminili che si tiene dall'11 febbraio al 12 novembre 2017.

## Gruppo Mondiale
| Partecipanti | Partecipanti | Partecipanti | Partecipanti |
| Bielorussia  | Rep. Ceca    | Francia      | Germania     |
| Paesi Bassi  | Spagna       | Stati Uniti  | Svizzera     |
| ------------ | ------------ | ------------ | ------------ |

### Tabellone
|  | Quarti di finale | Quarti di finale | Quarti di finale |             |             | Semifinali  | Semifinali | Semifinali |  |  | Finale | Finale | Finale |  |
|  |                  |                  |                  |             |             |             |            |            |  |  |        |        |        |  |
|  | 1                | Rep. Ceca        | 3                |             |             |             |            |            |  |  |        |        |        |  |
|  | 1                | Rep. Ceca        | 3                |             |             |             |            |            |  |  |        |        |        |  |
|  |                  | Spagna           | 2                |             |             |             |            |            |  |  |        |        |        |  |
|  |                  | Spagna           | 2                | Rep. Ceca   | Rep. Ceca   | 2           |            |            |  |  |        |        |        |  |
|  |                  |                  |                  | Rep. Ceca   | Rep. Ceca   | 2           |            |            |  |  |        |        |        |  |
|  |                  |                  | Stati Uniti      | Stati Uniti | 3           |             |            |            |  |  |        |        |        |  |
|  |                  | Stati Uniti      | Stati Uniti      | Stati Uniti | 3           | 4           |            |            |  |  |        |        |        |  |
|  |                  |                  |                  |             |             | 4           |            |            |  |  |        |        |        |  |
|  | 3                | Germania         | 0                |             |             |             |            |            |  |  |        |        |        |  |
|  | 3                | Germania         | 0                |             | Stati Uniti | Stati Uniti | 3          |            |  |  |        |        |        |  |
|  |                  |                  |                  |             |             |             |            |            |  |  |        |        |        |  |
|  |                  |                  | Bielorussia      | Bielorussia | 2           |             |            |            |  |  |        |        |        |  |
|  |                  | Bielorussia      | Bielorussia      | Bielorussia | 2           | 4           |            |            |  |  |        |        |        |  |
|  |                  |                  |                  |             |             | 4           |            |            |  |  |        |        |        |  |
|  | 4                | Paesi Bassi      | 1                |             |             |             |            |            |  |  |        |        |        |  |
|  | 4                | Paesi Bassi      | 1                |             | Bielorussia | Bielorussia | 3          |            |  |  |        |        |        |  |
|  |                  |                  |                  |             | Bielorussia | Bielorussia | 3          |            |  |  |        |        |        |  |
|  |                  |                  | Svizzera         | Svizzera    | 2           |             |            |            |  |  |        |        |        |  |
|  |                  | Svizzera         | Svizzera         | Svizzera    | 2           | 4           |            |            |  |  |        |        |        |  |
|  |                  |                  |                  |             |             | 4           |            |            |  |  |        |        |        |  |
|  | 2                | Francia          | 1                |             |             |             |            |            |  |  |        |        |        |  |

Le perdenti del primo turno disputeranno i play-off con le vincitrici del II Gruppo Mondiale.

## Spareggi Gruppo Mondiale
Le 4 squadre sconfitte nel primo turno del Gruppo Mondiale e le 4 squadre vincitrici del Gruppo Mondiale II partecipano agli Spareggi del Gruppo Mondiale. Le 4 squadre vincenti hanno il diritto a partecipare al Gruppo Mondiale dell'anno successivo insieme alle 4 squadre vincitrici del primo turno del Gruppo Mondiale.
data: 22-23 aprile
| Sede       | Superficie      | Squadra 1    | Punteggio | Squadra 2       |
| ---------- | --------------- | ------------ | --------- | --------------- |
| Roanne     | Terra rossa (i) | Francia (1)  | 4-0       | Spagna          |
| Mosca      | Terra rossa (i) | Russia (2)   | 2-3       | Belgio          |
| Stoccarda  | Terra rossa (i) | Germania (3) | 3–2       | Ucraina         |
| Bratislava | Terra rossa (i) | Slovacchia   | 2–3       | Paesi Bassi (4) |

## Gruppo Mondiale II
data: 11-12 febbraio
| Sede     | Superficie      | Squadra 1   | Punteggio | Squadra 2     |
| -------- | --------------- | ----------- | --------- | ------------- |
| Mosca    | Cemento (i)     | Russia (1)  | 4-1       | Taipei cinese |
| Bucarest | Cemento (i)     | Romania (4) | 1-3       | Belgio        |
| Charkiv  | Cemento (i)     | Ucraina     | 3-1       | Australia (3) |
| Forlì    | Terra rossa (i) | Italia (2)  | 2-3       | Slovacchia    |

## Spareggi Gruppo Mondiale II
Le 4 squadre sconfitte nel Gruppo Mondiale II disputano gli spareggi contro le 4 squadre qualificate dai rispettivi gruppi zonali. Le vincitrici vengono ammesse al Gruppo Mondiale II dell'edizione successiva.
data: 22-23 aprile
| Sede      | Superficie      | Squadra 1   | Punteggio | Squadra 2     |
| --------- | --------------- | ----------- | --------- | ------------- |
| Barletta  | Terra rossa (o) | Italia (1)  | 3-1       | Taipei cinese |
| Costanza  | Terra rossa (o) | Romania (2) | 3-2       | Gran Bretagna |
| Zrenjanin | Cemento (i)     | Serbia      | 0-4       | Australia (3) |
| Montréal  | Cemento (i)     | Canada (4)  | 3-2       | Kazakistan    |

## Zona Americana

### Gruppo I
- Impianto: Club Deportivo La Asunciòn, Metepec, Messico (Cemento outdoor)
- Date: 6-11 febbraio

|  |    | Classifica finale |
|  | -- | ----------------- |
|  | 1. | Canada            |
|  | 2. | Cile              |
|  | 3. | Paraguay          |
|  | 4. | Argentina         |
|  | 5. | Colombia          |
|  | 6. | Venezuela         |
|  | 7. | Brasile           |
|  | 8. | Messico           |
|  | 9. | Bolivia           |

### Gruppo II
- Impianto: Centro de Alto Rendimiento Fred Maduro , Panama, Panama (Terra outdoor)
- Date: 19-22 luglio

|  |     | Classifica finale                 |
|  | --- | --------------------------------- |
|  | 1.  | Porto Rico Guatemala              |
|  | 3.  | Perù Ecuador                      |
|  | 5.  | Cuba                              |
|  | 6.  | Rep. Dominicana Costa Rica        |
|  | 8.  | Trinidad e Tobago                 |
|  | 9.  | Bahamas Barbados Honduras Uruguay |
|  | 13. | Panama                            |

## Zona Asia/Oceania

### Gruppo I
- Impianto: National Tennis Centre, Astana, Kazakistan (Cemento indoor)
- Date: 8-11 febbraio

|  |    | Classifica finale |
|  | -- | ----------------- |
|  | 1. | Kazakistan        |
|  | 2. | Giappone          |
|  | 3. | Cina              |
|  | 4. | Corea del Sud     |
|  | 5. | India             |
|  | 6. | Thailandia        |
|  | 7. | Filippine         |

### Gruppo II
- Impianto: Dushanbe Central Stadium, Dušanbe, Tagikistan (Cemento outdoor)
- Date: 17-22 luglio

|  |     | Classifica finale                   |
|  | --- | ----------------------------------- |
|  | 1.  | Hong Kong Uzbekistan                |
|  | 3.  | India Malaysia                      |
|  | 5.  | Comunità del Pacifico Nuova Zelanda |
|  | 7.  | Sri Lanka Singapore                 |
|  | 9.  | Tagikistan Iran                     |
|  | 11. | Pakistan Turkmenistan               |
|  | 13. | Kirghizistan                        |

## Zona Euro-Africana

### Gruppo I
- Impianto: Tallink Tennis Centre, Tallinn, Estonia (Cemento indoor)
- Date: 8-11 febbraio

|  |     | Classifica finale            |
|  | --- | ---------------------------- |
|  | 1.  | Gran Bretagna Serbia         |
|  | 3.  | Croazia Polonia              |
|  | 5.  | Austria Ungheria             |
|  | 7.  | Estonia Lettonia             |
|  | 9.  | Bulgaria Turchia             |
|  | 11. | Portogallo Serbia            |
|  | 13. | Bosnia ed Erzegovina Israele |

### Gruppo II
- Impianto: Siauliai Tennis School, Šiauliai, Lituania (Cemento indoor)
- Date: 19-22 aprile

|  |    | Classifica finale     |
|  | -- | --------------------- |
|  | 1. | Slovenia Svezia       |
|  | 3. | Danimarca Lussemburgo |
|  | 5. | Egitto Norvegia       |
|  | 7. | Lituania Sudafrica    |

### Gruppo III
- Impianto:  National Tennis School & Tennis Club Acvila, Chișinău, Moldavia (Terra outdoor)
- Date: 12-17 giugno

|  |     | Classifica finale |
|  | --- | ----------------- |
|  | 1.  | Grecia Moldavia   |
|  | 3.  | Cipro Finlandia   |
|  | 5.  | Malta Marocco     |
|  | 7.  | Irlanda Tunisia   |
|  | 9.  | Algeria Macedonia |
|  | 11. | Armenia Kenya     |
|  | 13. | Islanda           |
|  | 14. | Mozambico         |